# منطقه سلمیه

منطقه سَلَمیه یکی از منطقه‌های استان حمات کشور سوریه است. مرکز این منطقه شهر سلمیه است.
منطقه مصیاف به پنج ناحیه تقسیم شده‌است: (جمعیت بر پایه سرشماری رسمی ۲۰۰۴):
- ناحیه مرکزی سلمیه: جمعیت 115,300.[۱]
- ناحیه بری شرقی: جمعیت 13,767.[۲]
- ناحیه سعن: جمعیت 14,366.[۳]
- ناحیه صبوره: جمعیت 21,900.[۴]
- ناحیه عقیربات: جمعیت 21,004.[۵]